# 中国农业科学院甘薯研究所
徐州市农业科学院，兼称中国农业科学院甘薯研究所，是市级公立农业科研机构。为国家甘薯改良中心、国家甘薯现代产业技术体系研发中心。

## 历史
宣统二年（1910年），铜山县遵照清廷农工商部章程，在北关外黄河南岸滩地大王庙遗址建立铜山农事试验场。1917年购地72亩，改建江苏省立第二农事试验场。1922年4月尹聘三出任第三任场长直至1955年肃反运动。1929年，改称江苏省立麦作试验场。1938年5月后日伪当局以原麦作场和省林业试验分场为基础，组建伪淮海省农林试验场。抗战胜利后恢复麦作试验场。1918-1948年间相继进行小麦散黑穗病、秆黑粉病、线虫病、大麦坚黑穗病、棉花苗期病害、各种禾谷类黑穗病、螻蛄和果树蔬菜病虫的防治试验和示范。1922年配合江苏省昆虫局在本场设立捕蝗分所捕治蝗害。1946-1948年与省建设厅农林改进委员会、省农业改进所、农林部农业复员委员会、中央农业实验所病虫害系都曾进行过病虫防治试验和推广协作。
1948年12月1日徐州解放后，中国人民解放军华东军区徐州特别市军事管制委员会接收江苏省麦作试验场和农林部棉产改进处徐州植棉指导区，合并为山东省徐州农业试验场，隶属于徐州市人民政府。设食用作物、特用作物、园林试验组、测候组。1950年2月1日，易名山东省立徐州农业试验场，属山东省农林厅直管，设食用作物组、特用作物组、测候组。1951年2月7日下放给徐州市建设局，改名徐州市农场。1953年随徐州划江苏省，改名为江苏省杂谷试验场，设育种系、栽培系，并辖淮阴杂谷试验分场。1954年设小麦研究组、杂粮研究组、病虫研究组、土肥研究组。1955年4月改为江苏省徐州农业试验站，行政隶属于江苏省农林厅，科研计划受扬州综合农业试验站代管，党团组织和政治工作归徐州地委领导，设粮食作物研究组、经济作物研究组、土壤肥料研究组、植物保护研究组。党支部书记兼站长李长茂。
1958年底，原属农业部的华东农科所改为江苏省领导的中国农业科学院江苏分院，农业试验站改为地方专署领导的专区农科所，科研管理划交给江苏分院。1958年底被评为全国农业社会主义建设先进单位。1959年1月徐州地委批准徐州农科所升格为二级局，李长茂任所长兼总支书记，设作物、土肥、植保三个研究组。1959年开始，国家和省级科研机构人员到专区基层科研单位和农村实行三结合。1960年设杂粮、水稻、经作、油料、植保5系，土肥、牧医、园艺3组，计划情报、原子能利用2室，专职图书资料室。1963年精简为小麦（含水稻）、经作（含棉花、油料、杂粮）、甘薯、土肥、植保5个研究组，研究作物重点从原来以小麦、大豆为主改为以小麦、甘薯为主。
经国家科委和国务院第七办公室批准，1959年中国农科院作物所薯类专业迁宿迁县，与中国农科院江苏分院粮食作物所甘薯专业合并，设立中国农业科学院薯类研究所，副所长張必泰。1960年1月，在宿迁召开全国甘薯科研工作会议，盛家廉调入任甘薯育种室主任，袁宝忠负责甘薯栽培。1960年12月下放给中国农科院江苏分院。1962年7月迁并入徐州农科所。“徐薯18”于1980年、1982年先后获农牧渔业部科技进步一等奖和国家发明一等奖。“高温大屋窖储藏技术”获1978年全国科学大会奖。
1979年5月，徐州地区农业科学研究所升格为徐州地区行署下辖的一级局。1983年3月，徐州地区农业科学研究所更名为徐州市农业科学研究所（地市合并），隶属于徐州市人民政府。1983年5月江苏省委决定按农业区划设所，更名为“江苏徐淮地区农业科学研究所”，隶属于江苏省农科院，实行以省农科院为主的省、市双重领导。1984年3月22日农牧渔业部科技司、江苏省农科院、徐州市人民政府三方签约在该所设“江苏徐州甘薯研究室”，牵头全国甘薯科研工作，与江苏徐淮地区农业科学研究所一个机构两块牌子。为此，农牧渔业部投资110万元，省农科院投资100万元。用于土建120万元，购买仪器设备90万元。省编委批准甘薯研究室人员编制32人，其中科技干部23人、行政干部1人、工人8人；设种质资源、遗传育种、栽培生理、综合利用4个研究室；盛家廉为名誉主任，袁宝忠为技术顾问。1989年7月21日经农业部同意，正式更名为“江苏徐州甘薯研究中心”。
1991年增挂徐州市农业科学研究所牌子。1999年11月，农业部在该所设立“国家甘薯改良中心”。1999年12月徐州市农业科学研究所改称徐州市农业科学院。2002年11月增挂中国农业科学院甘薯研究所牌子。2007年8月设立中国农科院甘薯遗传改良重点开放实验室。2008年12月，农业部启动全国第二批现代农业产业技术体系建设，被定为国家甘薯产业技术体系建设依托单位和项目首席科学家单位。2011年7月，设立农业部甘薯生物学与遗传育种重点实验室。为中国作物学会甘薯专业委员会归靠单位、《中国甘薯》专业杂志主编单位。